# Sandstone Shire
Sandstone Shire är en kommun i regionen Mid West i Western Australia i Australien. Kommunen har en yta på 32 666 km², och en folkmängd på 105 enligt 2011 års folkräkning. Huvudort är Sandstone.